# Ars Vitalis

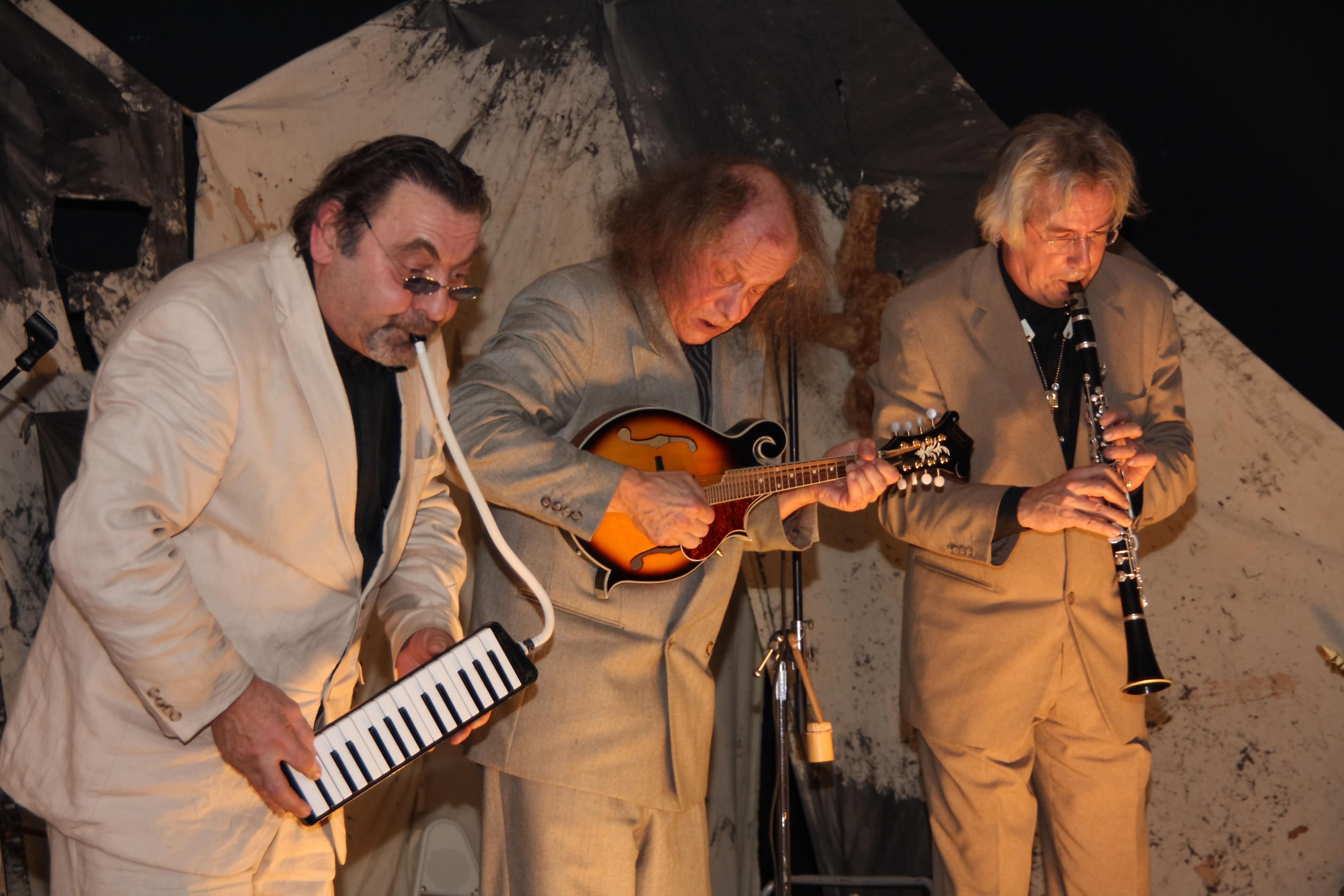
Ars Vitalis (Huber, Sacher, Wilmanns) mit Fahrenheiten im Kult, Niederstetten 2010

Ars Vitalis war eine Musikkabarettgruppe. Sie betrieb von 1979 bis 2011 Muzik als Theater. Mitglieder waren Klaus D. Huber (* 1. Oktober 1949; † in der Nacht zum 1. Januar 2012), Peter Wilmanns (* 1956) und Buddy Sacher (* 1954).
Seit dem Tod von Klaus D. Huber traten Peter Wilmanns und Buddy Sacher als Das wüste Gobi auf.
Ab 2016 nennen sich Buddy Sacher und Peter Wilmanns Sacher-Wilmanns. Am 11. März 2016 war Premiere des neuen Programms.

## Werdegang und Stil
Gegründet 1979, bestand Ars Vitalis bis zum Tod von Klaus D. Huber in der Originalbesetzung. Ihre Form von Musikkabarett war schwerlich in einen Stil einzuordnen. Text, Musik, Klänge und Geräusche verbanden sich als gleichberechtigte Ausdrucksformen. Prägend für die Aufführungen waren die drei stoisch ernsten Charaktere, die mimisch und musikalisch auf hohem Niveau, feine, hintersinnige bis absurde Szenen hervorbrachten. Ihre Komik bestand in der Selbstironie, dem Spaß am Andersartigen, am Absurden, der Anarchie und war bisweilen von trauriger Natur.
Selbst bezeichneten sie sich seit 30 Jahren als Die Enkel des Pierre de Naufrage, der als „belgischer Schleusenwächter“ allerlei Hörmaschinen erfunden haben soll und zu dessen Namen Julia Amalie Heyer schrieb: "Naufrage” etwa bedeutet im Wortsinn Schiffbruch und im übertragen Sinn das Schwinden wahnwitziger Hoffnungen, das Aus jeder Utopien.
Und wenn die drei Männer inzwischen auch gelernt haben, in ganzen Sätzen zu sprechen … zuweilen fällt ein Wort ins Niemandsland zwischen Bühne und Publikum und eine erstaunliche Suche beginnt, denn mehrere Töne sind dem Wort hinter her gesprungen und fehlen nun auch … (Ars Vitalis)
Ars Vitalis arbeiteten unter anderem mit Meret Becker und dem japanischen Schauspieler Issey Ogata zusammen. Sie spielten regelmäßig auf den namhaften Kabarett-Bühnen in Deutschland, Österreich, der Schweiz und Südtirol. Mit ihnen wurde 1992 die Bar jeder Vernunft in Berlin eröffnet. Ihre internationalen Tourneen (Einladungen des Goethe-Instituts ins Ausland) führten nach Kanada, Mexiko, USA, Japan, Frankreich, und zuletzt nach Ungarn, Georgien und Australien.
Die letzten Auftritte in Originalbesetzung als Trio fanden im November 2011 in der Kellerbühne St. Gallen und in der Comedia Köln statt.

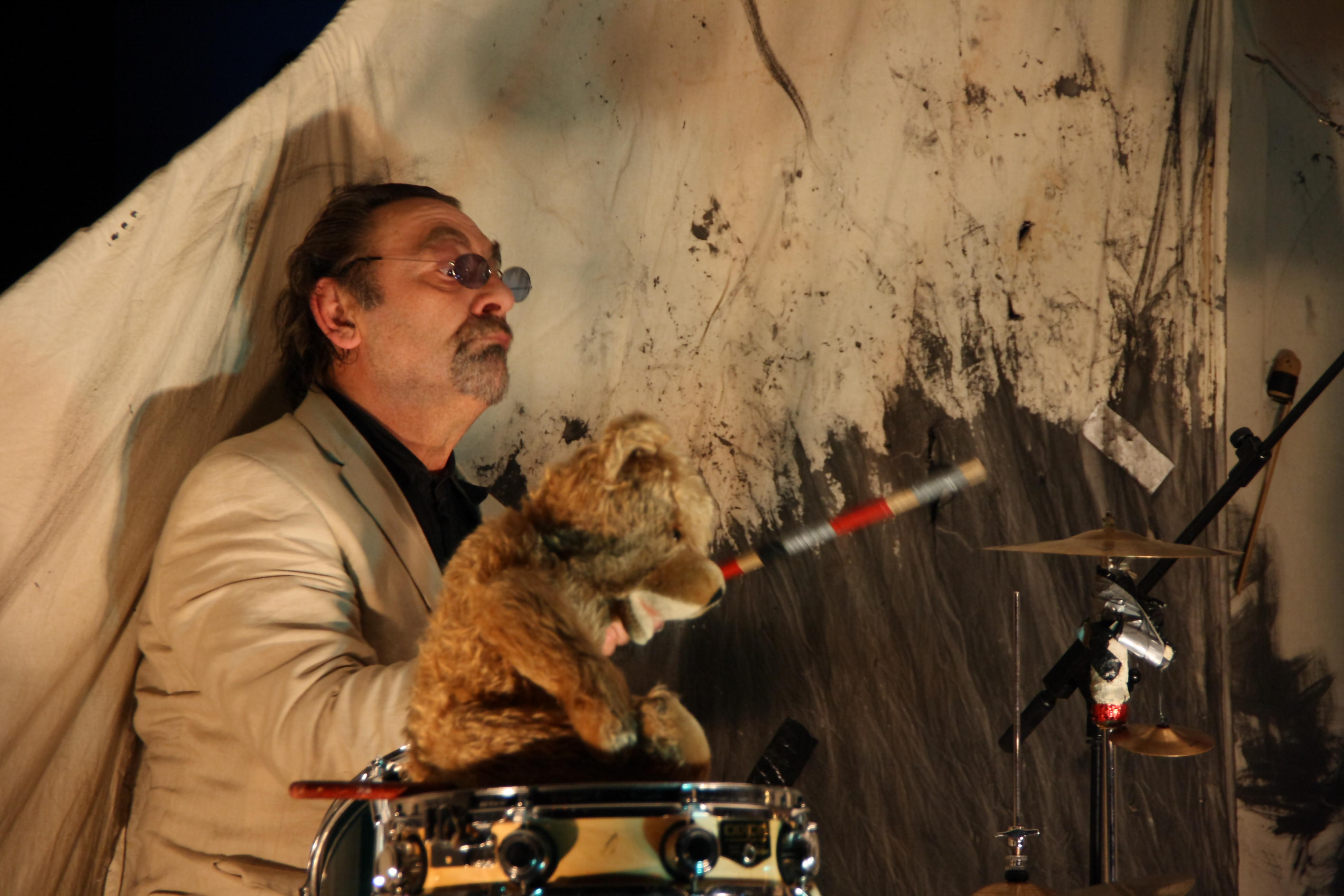
Klaus D. Huber und Mitspieler
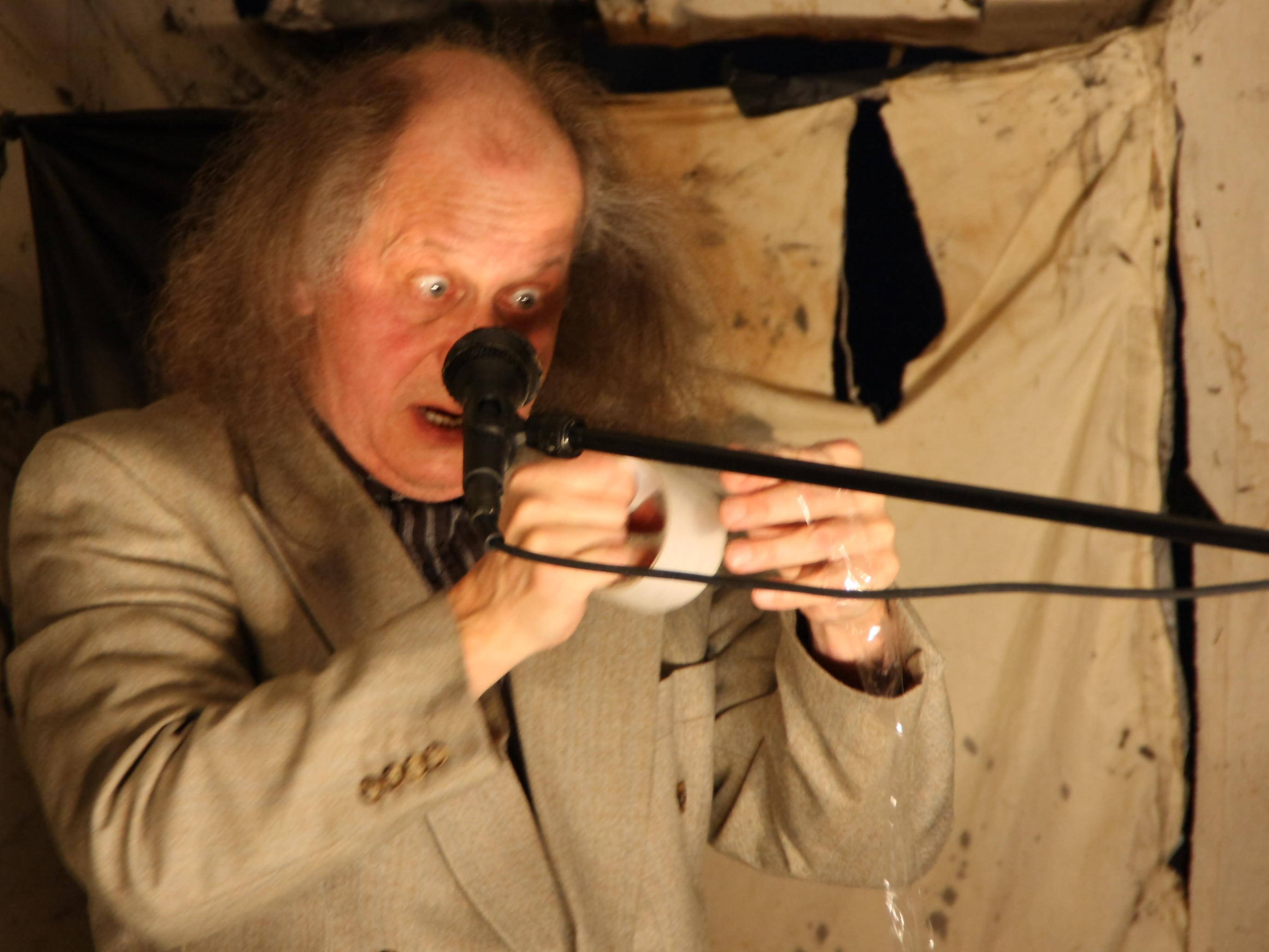
Bei Buddy Sacher wird Tesafilm zum Musikgerät
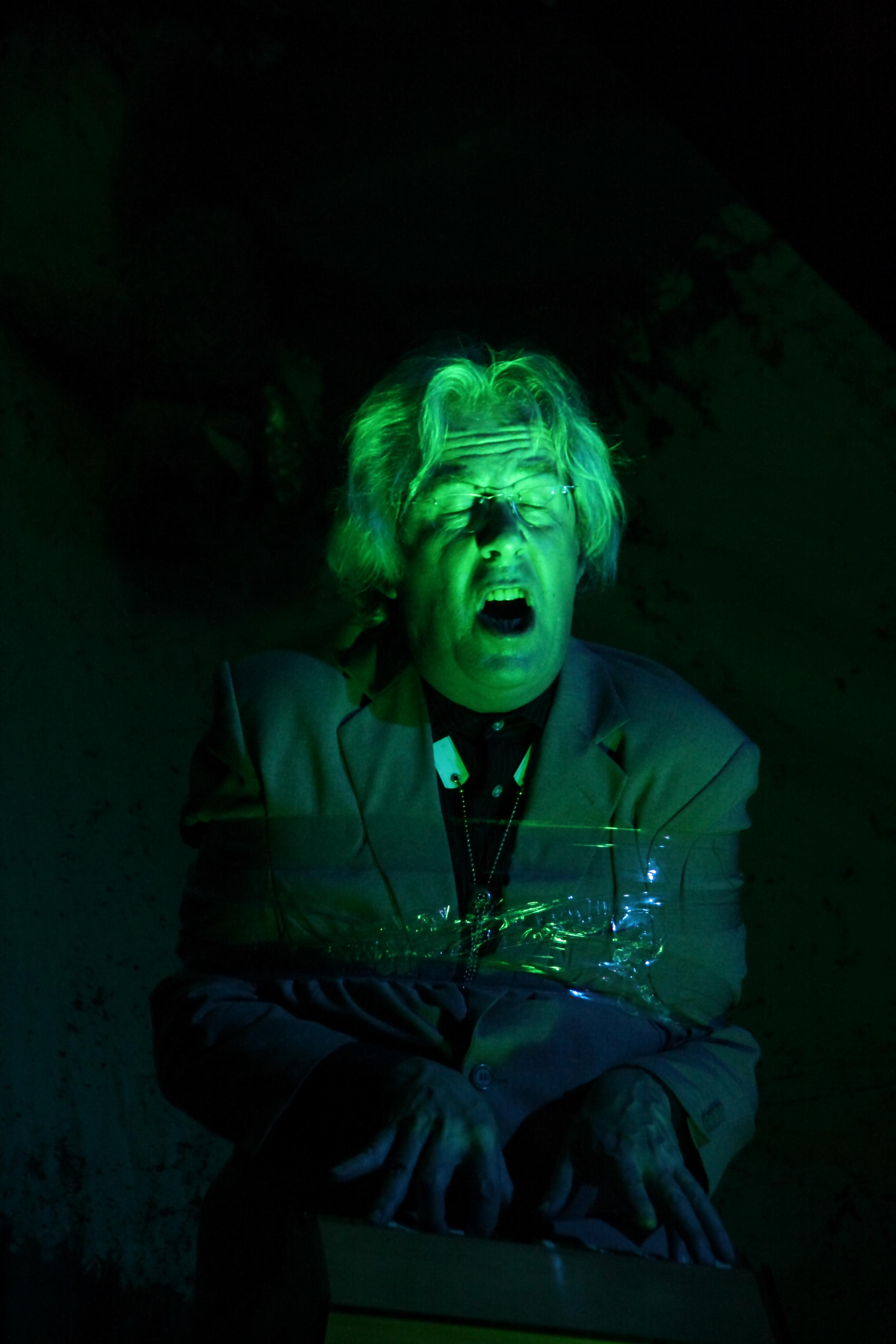
Peter Wilmanns ist nicht zu stoppen

## Das wüste Gobi
Klaus D. Huber hatte den Stil von Ars Vitalis maßgeblich mit geprägt. Nach seinem Tod war das künstlerische Konzept deshalb nicht mehr tragfähig und Ars Vitalis lösten sich auf. Seit 2012 arbeiten Buddy Sacher und Peter Wilmanns unter dem Namen Das wüste Gobi weiter. Ironie und Elemente des Absurden Theaters verbinden sich bei Das wüste Gobi mit melancholischen Momenten. Skurrile Texte mischen sich mit Geräuschen und musikalischen Elementen aus Rock, Pop und Jazz.
Die Premiere des ersten Programms von Das wüste Gobi fand am 18. Februar 2012 im KULT in Niederstetten statt. Es trug den Titel Freie Sicht auf die Ambiente und besteht großteils aus Texten des Buchs von Buddy Sacher, das 2008 im Verlag Theater Ticino unter dem vollen Titel Freie Sicht auf die Ambiente. Der kleine kosmische Vogelführer (Band II). erschienen ist. Zunächst war das Stück nur als Lesung angedacht, um vertragliche Verpflichtungen zu erfüllen, doch dann entwickelten Sacher und Wilmanns in nur wenigen Wochen daraus ein neues eigenständiges Programm.

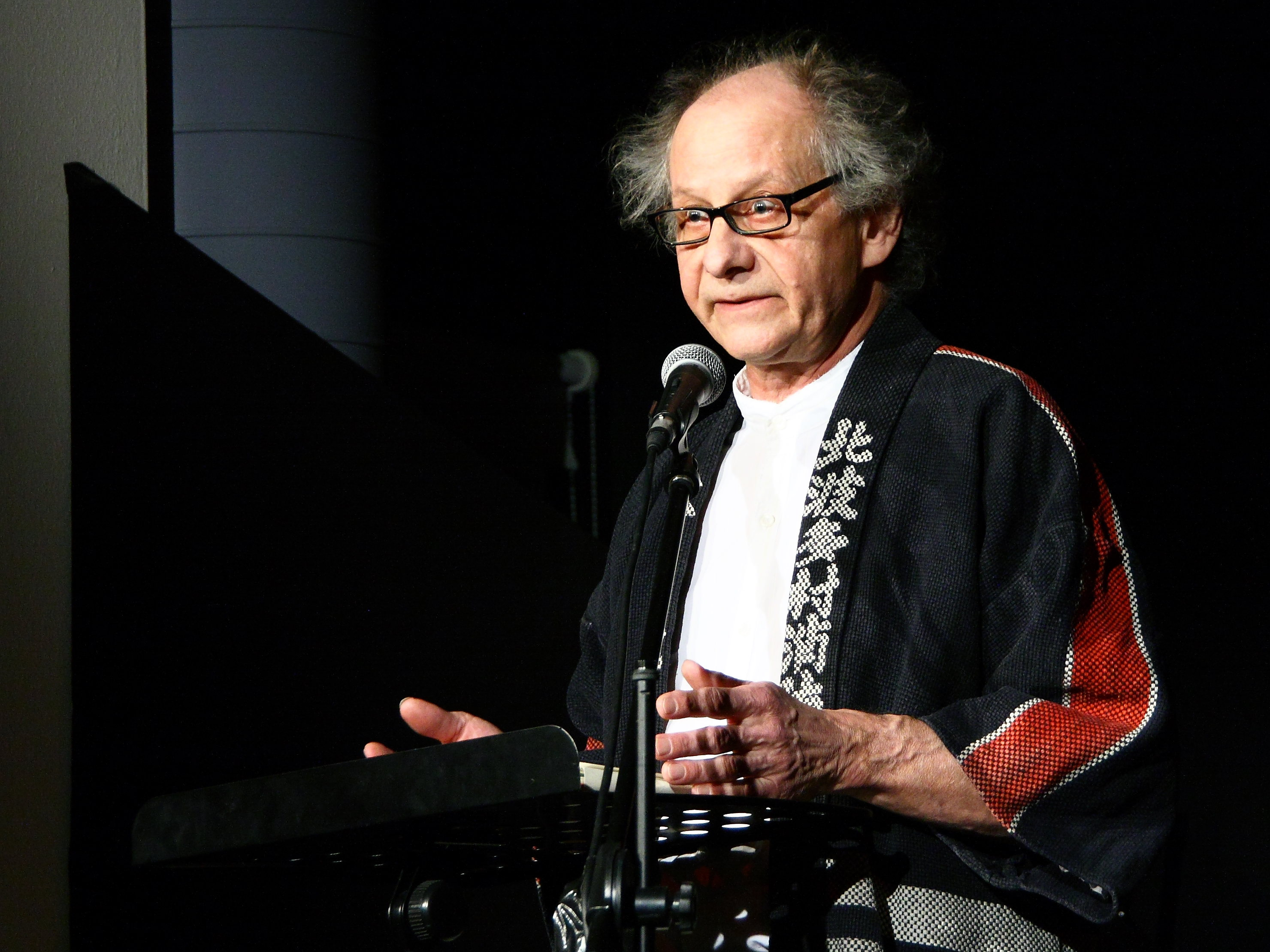
Buddy Sacher
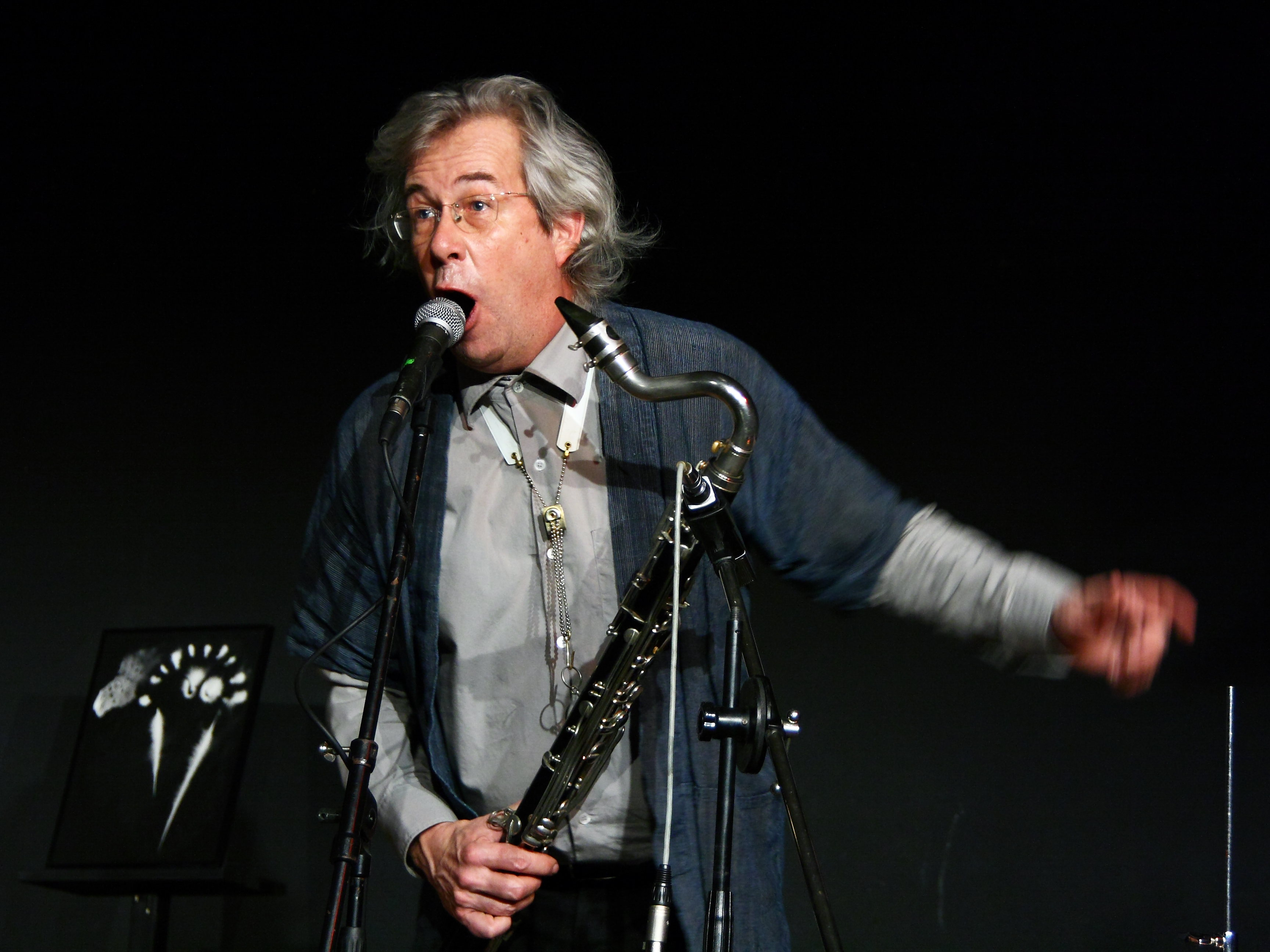
Peter Wilmanns

### Rezeption
Die Fränkischen Nachrichten lobten die Premiere des neuen Programmes: Die aus der Not geborene Lösung ist hochkarätig, ganz ureigen und überzeugend.

## Auszeichnungen
- St. Ingberter Pfanne (1991)
- Morenhovener Lupe (1995)
- Deutscher Kleinkunstpreis (1995)
- Prix Pantheon Sonderpreis Reif & Bekloppt (1995)
- Markgräfler Gutedelpreis für öffentlich wirksamen, kreativen Eigensinn (1997)[8]
- tz - Rose der Woche Mai / 2006 für HARMONIE DESASTRES gemeinsam mit Meret Becker

## Programme

### Ars Vitalis
- 1999: Wiese seen seense nix
- 2004: Jubiläum Premiere 1. April, Comedia, Köln
- 2006: Harmonie Desastres Ars Vitalis gemeinsam mit Meret Becker, Premiere 17. März, Comedia, Köln
- 2007: Fernwehen Premiere 19. Januar, Comedia, Köln
- 2009: Fahrenheiten Premiere 30. Januar, Comedia, Köln
- 2011: Wir machen Musik – Ars Vitalis in Concert Premiere 27. Januar, Comedia, Köln

### Das wüste Gobi
- 2012: Freie Sicht auf die Ambiente Premiere 18. Februar, Kult, Niederstetten[9]

### Sacher-Wilmanns
- 2016: Zwitscherbilanz Premiere 11. März Comedia, Köln

## Veröffentlichungen
- 1992-1995 Meret Becker und Ars Vitalis (CD)
- eher Muzik (CD)
- kleine schöne japanische Platte (CD)
- Wiese Seen Seense Nix (Film in Zusammenarbeit mit dem WDR)

## Belege
1. ↑  Kölner Stadtanzeiger, Druckausgabe 4. Januar 2012, S. 27
2. ↑  RP ONLINE: Leverkusen: Klaus Hubers letzter Applaus. 11. Januar 2012, abgerufen am 10. Januar 2022.
3. ↑  ARS VITALIS - Peter Wilmanns. Abgerufen am 10. Januar 2022.
4. ↑  Peter Wilmanns. In: Familienseite Wilmanns. Archiviert vom Original (nicht mehr online verfügbar) am 11. Januar 2022; abgerufen am 10. Januar 2022.
5. ↑  ARS VITALIS - Buddy Sacher. Abgerufen am 10. Januar 2022.
6. ↑  Rezension eines Theaterstücks von Ariane Mnouchkine in der Süddeutschen Zeitung am 24. Februar 2010
7. ↑  Theaterkritik in den Fränkischen Nachrichten (im Internet Archive, aufgerufen am 10. Januar 2022)
8. ↑  Gutedelpreis: Die Preisträger
9. ↑  Die Sowjette - doch nicht ausgestorben | Südwest Presse Online (archive.today). 20. Februar 2012, archiviert vom Original am 12. Februar 2013; abgerufen am 10. Januar 2022.